# Квинт Секстий
Квинт Се́кстий Ста́рший (лат. Quintus Sextius (Niger) Maior; родился не позднее 70 года до н. э. — умер после 44 года до н. э., Римская империя) — древнеримский мыслитель и философ из знатного плебейского рода Секстиев. Современник Гая Юлия Цезаря.

## Биография
Квинт принадлежал к знатному плебейскому роду Секстиев; тем не менее, о его родителях ничего неизвестно. В юности увлёкся философией, в связи с чем обучался этому ремеслу в Афинах. После возвращения в Рим основал в городе собственную философскую школу, которую назвал Romani roboris secta (в дальнейшем получила название Секстии). К числу его известных учеников принадлежали пифагореец Сотион Александрийский (учитель Сенеки Младшего), учёный Авл Корнелий Цельс, грамматик Луций Крассиций (ум. после 10), стоик Папирий Фабиан.
В 50-х годах до н. э. был уже достаточно известным и уважаемым деятелем. Поэтому Гай Юлий Цезарь, после захвата Рима, в 44 году до н. э. предложил ему сенаторскую должность, но Секстий отказался, чтобы не отвлекаться от занятий философией. После его смерти школу в Риме возглавил сын Квинта, ставший медиком и основателем современной фармакологии.

## Философия
Секстий совмещал стоическое учение с неопифагорейским. Он просил не причислять его к стоикам, отмечая, что основал в Риме общество ревнителей философского самосовершенствования. Стремился создать чисто римскую философию и воплотить ее в действительности — не в теоретическом учении, а на практике, в особом образе жизни. Так, внедрил практику ежевечерне экзаменовать свою совесть, проповедовал вегетарианство.

## Потомки
В браке с неизвестной женщиной имел, по крайней мере, одного сына, жившего в эпоху принципата и ставшего известным во времена Ранней империи врачом и основателем фармакологии.